# Книжная вошь
Кни́жная вошь, или кни́жный сеное́д (лат. Liposcelis divinatorius) — насекомое отряда сеноедов (Copeognatha, или Psocoptera).

## Морфология
Тело маленькое, уплощённое дорсо-вентрально, длиной около 1 мм, светло-коричневое, желтоватое или беловатое. Голова довольно крупная, прогнатная. Глаза рудиментарные. Глазки отсутствуют. Усики щетинковидные, длиннее головы. Сегменты груди не слиты, из них среднегрудь крупнее остальных. Крылья полностью отсутствуют. Задние бёдра сильно утолщены. Брюшко состоит из 9 сегментов, немного расширяется сзади, округлено на заднем конце.

## Распространение
Книжная вошь распространена почти повсеместно.

## Образ жизни
В природе этот вид обитает в гнёздах птиц и норах грызунов. Очень часто встречается в домах. Питается органическими остатками растительного и животного происхождения. В домах живёт в пыли и в переплётах книг (отсюда название). Может повреждать гербарии, зоологические коллекции и переплёты старинных книг, содержащие клейстер. Скопления книжных вшей издают слабые тикающие звуки.
По образу жизни книжная вошь близка к домовому сеноеду (Trogium pulsatorium).